# Георгиос Катехакис
Георгиос Катехакис или капитан Рувас (на гръцки: Γεώργιος Κατεχάκης, Καπετάν Ρούβας) е гръцки офицер – генерал-майор, политик – министър на отбраната, революционер, деец на Гръцката въоръжена пропаганда в Македония от началото на XX век.

## Биография
Георгиос Катехакис е роден през 1881 година в Пумбия или в Платанос на остров Крит. Завършва гимназия и военно училище и през 1902 година получава чин младши лейтенант от гръцката армия. Присъединява се към гръцката пропаганда в Македония в края на 1904 година. На 13 ноември 1904 година по нареждане на Евтимиос Каудис извършва клане над мирното българско население в Зелениче. Сътрудничи си още с Димитър Далипо, Дукас Дукас, Георгиос Цондос и Йоанис Симаникас. Скоро след това заболява от апандисит и се прибира на лечение в Атина, като е заместен от Георгиос Томбрас.
По-късно подновява дейността си в района на Бер и Воден, като замества Константинос Мазаракис и се грижи по обезпечаването на главния пункт за проникването на гръцката пропаганда Катерини. Под негова команда са четите на Емануил Бенис, Константинос Гарефис, Емануил Кацигарис, Йоанис Симаникас, Емануил Скундрис и Котулаки, с район на действие Мъгленско и Паяк планина на север.
През Балканската война е върховен главнокомандващ на андартските чети в Костурско и Епир и води сражения съвместно с Костурската съединена чета срещу турски части.
През 1916 година е повишен в чин майор и е назначен за началник на 9-а гръцка дивизия, разквартирувана в Солун. По-късно работи в Министерство на отбраната на Гърция. През 1920 година си подава оставката и до 1922 година е в пенсия, когато става генерал-губернатор на Тракия. През 1923 година вече с чин генерал-майор се оттегля от службата си и през декември 1923 година е избран за депутат от Ираклио. Влиза в няколко гръцки правителства като министър на отбраната на Гърция.
Капитан Рувас на няколко пъти се споменава в романа на Никос Казандзакис „Алексис Зорбас“.